# Purdue University
Die Purdue-Universität ist eine im Jahre 1869 gegründete US-amerikanische Universität. Ihren Namen erhielt sie zu Ehren ihres ersten Wohltäters John Purdue, eines Geschäftsmannes aus Tippecanoe County, der der Universität 150'000 US-Dollar vermachte. Der Hauptcampus der Purdue-Universität ist in West Lafayette, Indiana. Sie ist Mitglied der Association of American Universities, eines seit 1900 bestehenden Verbundes führender forschungsintensiver nordamerikanischer Universitäten.

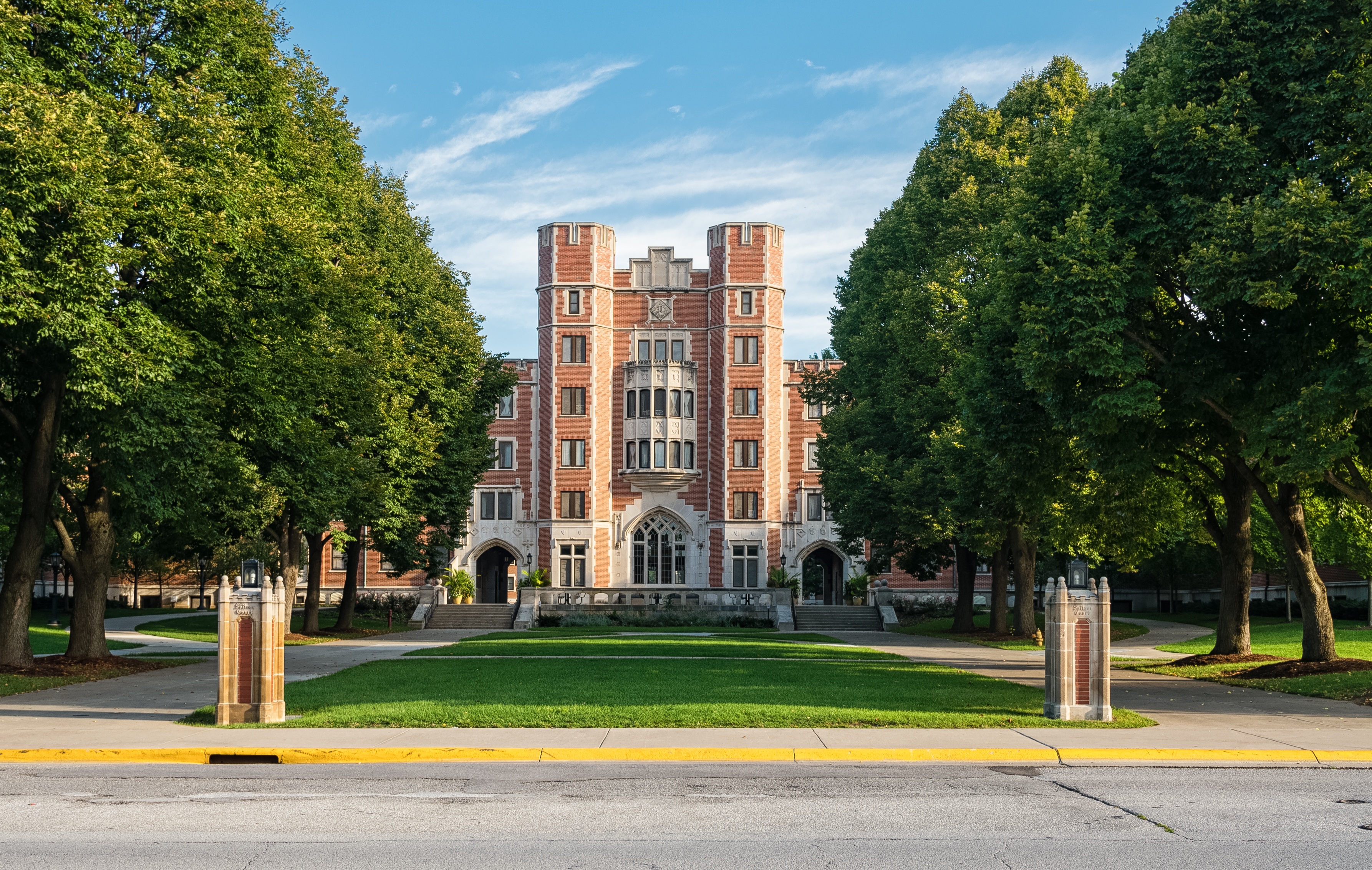
Cary Quadrangle

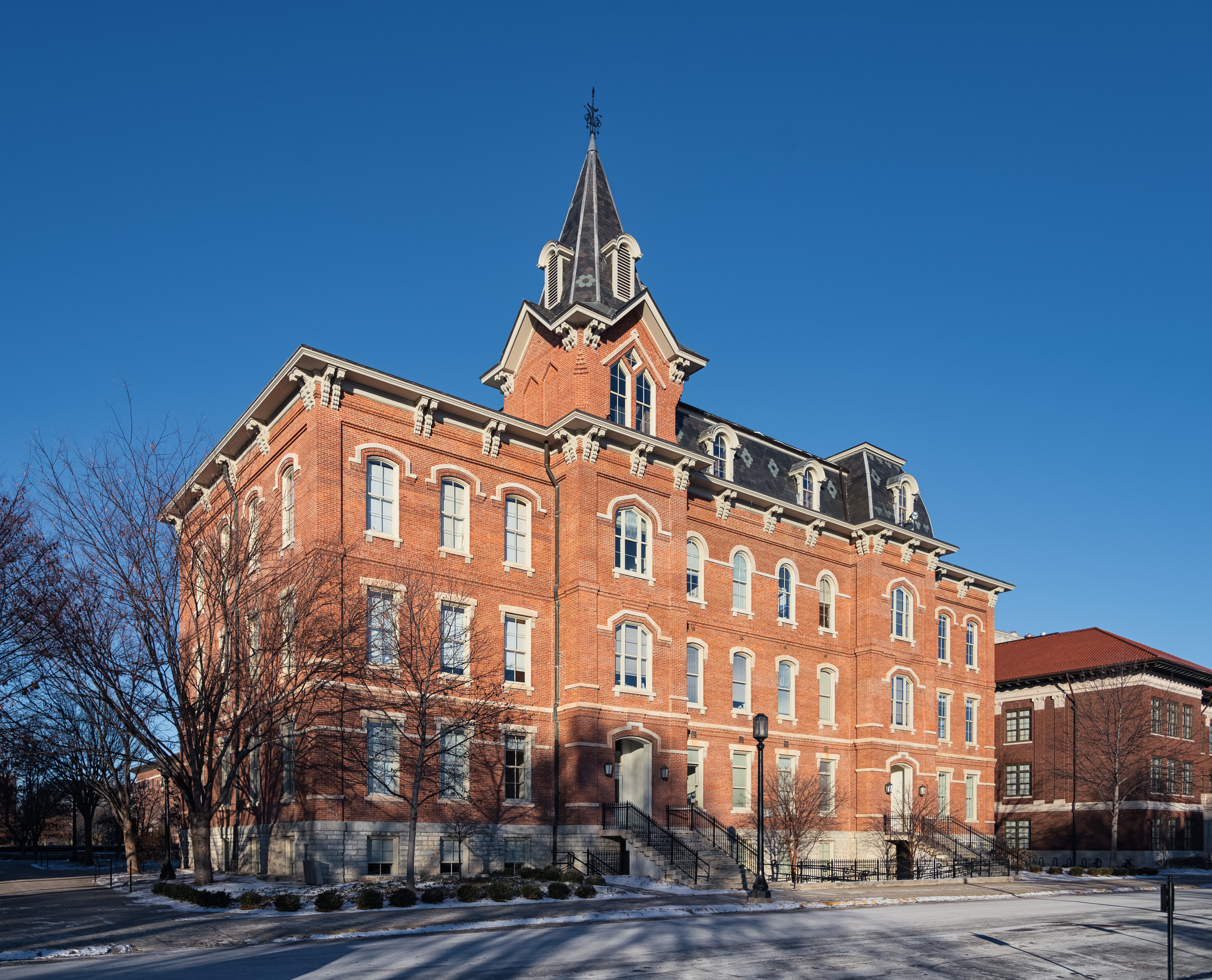
University Hall

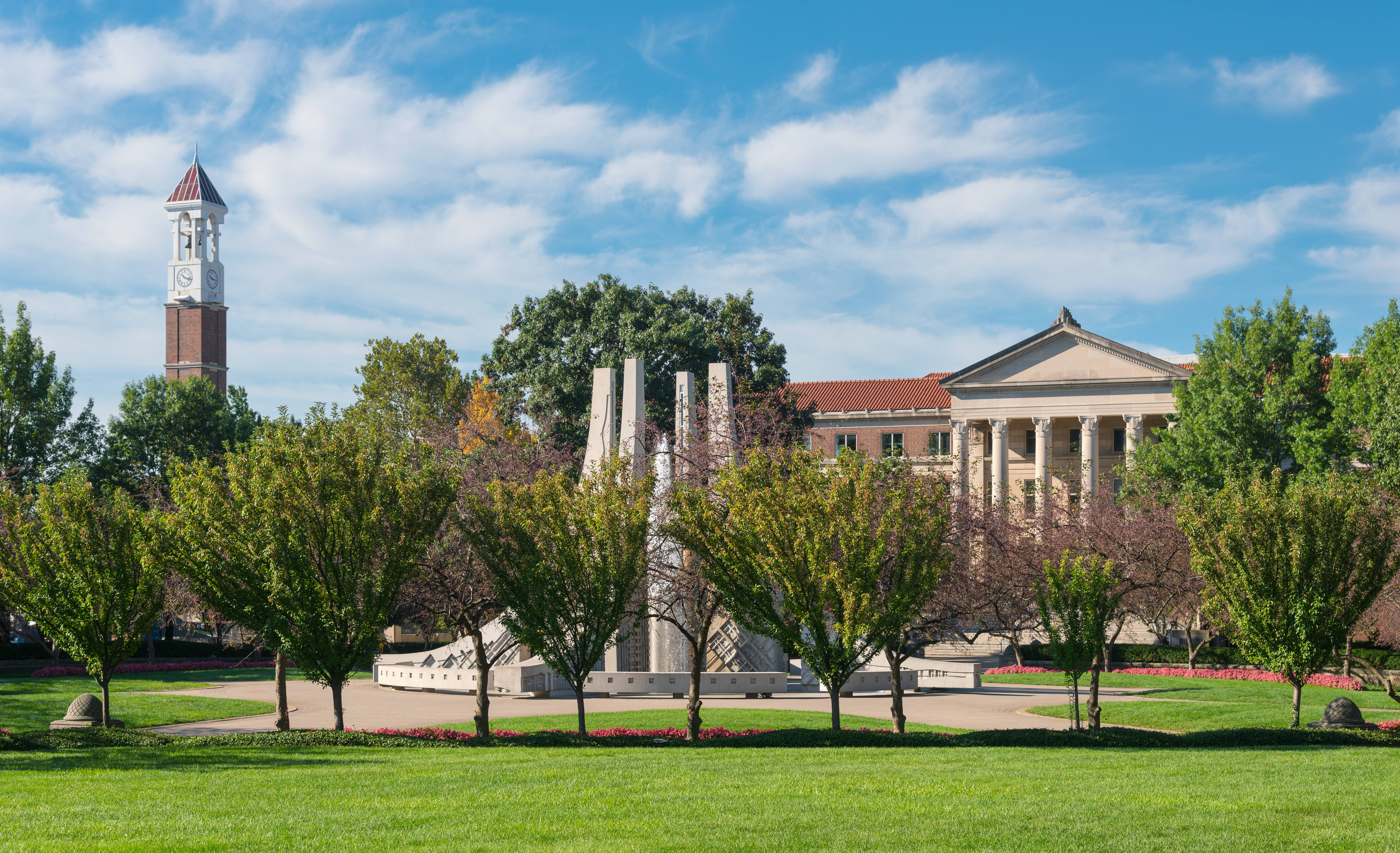
Blick auf die Engineering Mall

## Ausrichtung
Die Purdue-Universität gehört in den MINT-Fächern (Mathematik, Informatik, Naturwissenschaften und Technik) zu den angesehensten Universitäten der USA. Die Universität pflegt eine lange Tradition in der Luft- und Raumfahrttechnik, welche der Universität den Spitznamen „Cradle of Astronauts“ gegeben hat. Zu den berühmtesten Absolventen zählen unter anderem Neil Armstrong (erster Mensch auf dem Mond) und Eugene Cernan (bisher letzter Mensch auf dem Mond). Darüber hinaus verfügt die Universität über einen eigenen Flughafen (IATA-Code: LAF).

## Zahlen zu den Studierenden, den Dozenten und zum Vermögen
Im Herbst 2021 waren 49.639 Studierende eingeschrieben. Davon strebten 37.101 (74,7 %) ihren ersten Studienabschluss an, sie waren also undergraduates. 21.178 (42,7 %) waren weiblich und 28.461 (57,3 %) männlich; 10 % bezeichneten sich als asiatisch, 3 % als schwarz/afroamerikanisch und 6 % als Hispanic/Latino. 11.613 (23,4 %) arbeiteten auf einen weiteren Abschluss hin, sie waren graduates. 2021 lehrten allein am Hauptcampus in West Lafayette 2.455 Dozenten, davon 2.075 in Vollzeit und 380 in Teilzeit.
Die Zahl der Studierenden ist ab einem Minimum im Jahr 2014 deutlich gestiegen, auch während der Coronakrise: von 38.770 (2014) über 39.409 (2015), 40.451 (2016), 41.573 (2017), 43.411 (2018), 44.551 (2019), 45.869 (2020) auf 49.639 (2021).
Der Wert des Stiftungsvermögens der Purdue-Universität lag 2021 bei 3,58 Mrd. US-Dollar und damit 38,4 % höher als im Jahr 2020, in dem es 2,59 Mrd. US-Dollar betragen hatte. Damit lag es 2021 auf dem 38. Platz der vermögendsten Universitäten in den USA und in Kanada.

## Sport
Die Sportteams der Purdue University sind die Boilermakers. Die Hochschule ist Mitglied in der Big Ten Conference. Die Football-Spiele der Boilermakers werden im Ross-Ade Stadium ausgetragen.

## Trivia
Seit 1889 gibt es die Studentenzeitung Purdue Exponent.
Am 24. September 2015 hielt der US-Journalist Barton Gellman an der Universität einen Vortrag über die Globale Überwachungs- und Spionageaffäre. Danach erwog man an der Universität die Zerstörung des für die Präsentation verwendeten Beamers, weil damit als geheim eingestufte Dokumente gezeigt wurden.
Ein Forschungsteam der Universität um den Maschinenbau-Ingenieur Xiulin Ruan haben eine ultraweiße Farbe mit Bariumsulfatpartikeln entwickelt, die bis zu 98,1 % reflektierend ist und somit als das „weißeste Weiß“ gilt. Dies ist im Vergleich mit einem Reflexionsvermögen von 80–90 % für andere derzeit erhältliche weiße Farben, die das Sonnenlicht sehr stark reflektieren sollen. Solche Farben gelten als potenziell revolutionär um den Planeten – insbesondere Städte – kühler zu halten und den Stromverbrauch zu reduzieren; Gebäude mit einer solchen Beschichtung müssten deutlich weniger auf Klimatisierung angewiesen sein.
Das neue Bariumsulfat absorbiert weniger als die Hälfte der Sonnenenergie als die frühere Version, bei der Calciumcarbonatpartikel verwendet wurden, die zu 95,5 % reflektierend waren.
Um die potenziellen Vorteile der Strahlungskühlung hervorzuheben, sagt Professor Ruan: „Wenn Sie diese Farbe verwenden, um eine Dachfläche von etwa 93 m² zu bedecken, schätzen wir, dass Sie eine Kühlleistung von bis zu 10 Kilowatt erreichen könnten. Das ist leistungsstärker als die Klimaanlagen, die in den meisten Häusern verwendet werden.“ Die Wissenschaftler schätzen, dass nur 0,5 bis 1 % der Erdoberfläche mit dieser Farbe beschichtet werden müssen (z. B. durch das Streichen von Dächern), um die bisherige globale Erwärmung umzukehren. Die Ergebnisse wurden am 15. April 2021 in ACS Applied Materials & Interfaces veröffentlicht.

## Persönlichkeiten

### Professoren
- Shreeram Abhyankar (1930–2012), indischer Mathematiker
- Seymour Benzer (1921–2007), Physiker und Biologe (National Medal of Science 1982), hat auch hier studiert
- Louis de Branges de Bourcia (* 1932), französischer Mathematiker
- Herbert C. Brown (1912–2004), Chemiker und Nobelpreisträger für Chemie 1979 (mit Georg Wittig)
- Earl Butz (1909–2008), Politiker, Landwirtschaftsminister unter Richard Nixon und Gerald Ford
- Reginald Fessenden (1866–1932), Rundfunkpionier
- Cleota Gage Fry (1910–2001),  Mathematikerin, Physikerin und Hochschullehrerin
- Lillian Evelyn Gilbreth (1878–1972), Ingenieurin und Autorin
- Walter Hirsch (1919–1998), aus Deutschland emigrierter Soziologe
- Avinash Kak (* 1944), Forscher auf dem Gebiet der Künstlichen Intelligenz
- Hanna H. Meissner (1895–1989), Professorin für Soziologie und Sozialarbeit, Ehefrau von
- Karl Wilhelm Meissner (1891–1959), Physiker
- Ei-ichi Negishi (1935–2021), Chemiker und Nobelpreisträger für Chemie 2010
- Albert Overhauser (1925–2011), Physiker
- Alan J. Perlis (1922–1990), Informatiker und Turingpreisträger
- Victor Raskin, bedeutender Humorforscher
- Julian Seymour Schwinger (1918–1994), theoretischer Physiker und Nobelpreisträger
- Rusi P. Taleyarkhan (* 1953), Kernphysiker

### Absolventen
- Ricardo Allen (* 1991), American-Football-Spieler
- Mike Alstott (* 1973), American-Football-Spieler
- Neil Armstrong (1930–2012), Astronaut, erster Mensch auf dem Mond
- Raymond Battalio (1938–2004), Ökonom, Pionier der experimentellen Wirtschaftsforschung
- Birch Bayh (1928–2019), Politiker, ehemaliger Senator und Präsidentschaftskandidat
- Drew Brees (* 1979), American-Football-Spieler
- Roy D. Bridges (* 1943), Astronaut und ehemaliger Direktor des Kennedy Space Centers sowie des Langley Research Centers der NASA
- Dave Butz (1950–2022), American-Football-Spieler
- Earl Butz (1909–2008), Politiker, Landwirtschaftsminister unter Richard Nixon und Gerald Ford
- Brian Cardinal (* 1977), Basketballspieler
- Anne E. Carpenter (* 1976), Zytologin und KI-Forscherin
- Eugene Cernan (1934–2017), Astronaut, bisher letzter Mensch auf dem Mond
- Ward Cunningham (* 1949), Begründer des ersten Wikis
- Len Dawson (1935–2022), American-Football-Spieler
- Zach Edey (* 2002), kanadischer Basketballspieler
- Linda Katherine Escobar (1940–1993),  Botanikerin und Hochschullehrerin
- Ray Ewry (1873–1937), Leichtathlet, zehnmaliger Olympiasieger
- Kirk Fordice (1934–2004), Politiker, von 1992 bis 2000 Gouverneur von Mississippi
- Cleota Gage Fry (1910–2001),  Mathematikerin, Physikerin und Hochschullehrerin
- Kevin Granata (1961–2007), Biomechaniker
- Bob Griese (* 1945), American-Football-Spieler
- Gus Grissom (1926–1967), der erste Astronaut, der zweimal in den Weltraum reiste (nach ihm ist auch die Grissom Hall der Universität benannt)
- Jürgen Großmann (* 1952), ehemals Vorstandsvorsitzender RWE; Gesellschafter der Stahlgruppe Georgsmarienhütte
- Cecil Isbell (1915–1985), American-Football-Spieler
- John Kagel (* 1942), Ökonom, Pionier der experimentellen Wirtschaftsforschung
- Harry Leslie (1878–1937), Politiker, zwischen 1929 und 1933 Gouverneur von Indiana
- Myron Levoy (1930–2019), Schriftsteller bzw. Bestsellerautor
- G. V. Loganathan (1956–2007), indischer Bauingenieur
- Susan Lozier, US-amerikanische Ozeanographin
- Lamar Lundy (1935–2007), American-Football-Spieler
- Mahamane Sani Mahamadou (* 1983), nigrischer Politiker
- Ted McCarty (1909–2001), ehemaliger Erfinder und Präsident bei Gibson
- Elwood Mead (1858–1936), Ingenieur, Professor für Landwirtschaft und Bauherr des Hoover-Staudamms
- Ben Mottelson (1926–2022), amerikanisch-dänischer Physiker und Nobelpreisträger
- Ian Murdock (1973–2015), Gründer des Debian-Projekts
- Edward Mills Purcell (1912–1997), Physiker und Nobelpreisträger
- Dianne P. O’Leary (* 1951), Mathematikerin, Informatikerin und Hochschullehrerin
- Glenn Robinson (* 1973), NBA-Basketballspieler
- Nina Roscher (1938–2001), Chemikerin und Hochschullehrerin
- Ken Rosenberg, Bürgermeister von Mountain View (Santa Clara County, Kalifornien)
- Jerry Ross (* 1948), Astronaut, hat als erster Mensch sieben Raumflüge unternommen
- Essam Scharaf (* 1952), ägyptischer Politiker und ehemaliger Premierminister von Ägypten
- Kawann Short (* 1989), American-Football-Spieler
- Elmer Sleight (1907–1978), American-Football-Spieler
- Hank Stram (1923–2005), American-Football-Spieler und -Trainer
- Chesley Sullenberger (* 1951), Pilot
- Booth Tarkington (1869–1946), einziger Schriftsteller, der den Pulitzer Prize for the Novel zweimal erhielt
- Rod Woodson (* 1965), American-Football-Spieler